# 1949 год в кино

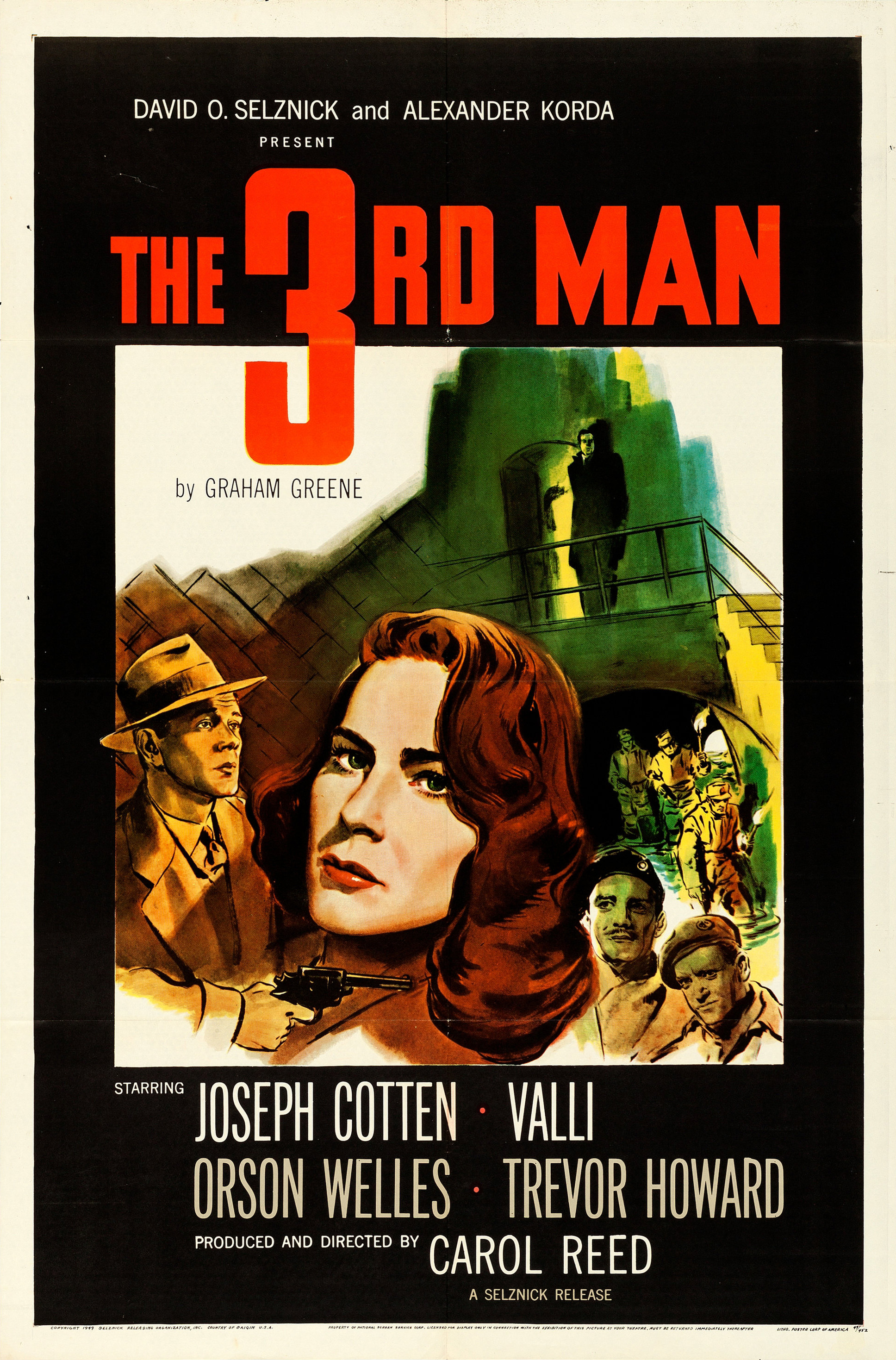
фильм «Третий человек»

## Фильмы

### Мировое кино
- «Бездомный пёс»/野良犬, Япония (реж. Акира Куросава)
- «Белая горячка»/White Heat, США (реж. Рауль Уолш)
- «Вся королевская рать»/All the King’s Men, США (реж. Роберт Россен)
- «Вышел в свет»/Vient de paraître, Франция (реж. Jacques Houssin)
- «Геклен»/Du Guesclin, Франция (реж. Бернар де Латур)
- «Жажда»/Törst, Швеция (реж. Ингмар Бергман)
- «Миллионеры на один день»/Millionnaires d’un jour, Франция (реж. Андрэ Юнебель)
- «Миссия в Танжере»/Mission à Tanger, Франция (реж. Андрэ Юнебель)
- «Мой друг Сенфуан»/Mon ami Sainfoin, Франция (реж. Marc-Gilbert Sauvajon)
- «Нет уик-эндов у нашей любви»/Pas de week-end pour notre amour, Франция (реж. Пьер Монтазель)
- «Она носила жёлтую ленту» / She Wore a Yellow Ribbon, США (реж. Джон Форд)
- «Пески Иводзимы»/Sands Of Iwo Jima, США (реж. Аллан Дуэн)
- «Праздничный день»/Jour de fête, Франция (реж. Жак Тати)
- «Ребро Адама»/Adam’s Rib, США (реж. Джордж Кьюкор)
- «Тото ищет квартиру»/Toto cerca casa, Италия (реж. Стено и Марио Моничелли)
- «Тото ле Моко»/Toto le Moko, Италия (реж. Карло Людовико Брагальи)
- «Третий человек»/The Third Man, США (реж. Кэрол Рид)
- «Я люблю только тебя»/Je n’aime que toi, Франция (реж. Пьер Монтазель)
- «Янки при дворе короля Артура»/A Yankee in King Arthur’s Court, США (реж. Тэй Гарнетт)

### Советское кино

#### Фильмы Армянской ССР
- «Девушка Араратской долины», (реж. Александр Бекназаров (Бек-Назарян))

#### Фильмы БССР
- Константин Заслонов (р/п. Владимир Корш-Саблин и Александр Файнциммер).

#### Фильмы Грузинской ССР
- Счастливая встреча (р/п. Нико Санишвили).

#### Фильмы РСФСР
- «Академик Иван Павлов», (реж. Григорий Рошаль)
- «Александр Попов», (реж. Герберт Раппапорт, Виктор Эйсымонт)
- «Алитет уходит в горы», (реж. Марк Донской)
- «Великая сила», (реж. Фридрих Эрмлер)
- «Встреча на Эльбе», (реж. Григорий Александров)
- «Звезда», (реж. Александр Иванов)
- «Кубанские казаки», (реж. Иван Пырьев)
- «Падение Берлина», (реж. Михаил Чиаурели)
- «Поезд идёт на восток», (реж. Юлий Райзман)
- «Райнис», (реж. Юлий Райзман)
- «Сталинградская битва», (реж. Владимир Петров)
- «Счастливая встреча», (реж. Николай Санишвили)
- «Счастливого плавания», (реж. Николай Лебедев)
- «Счастливый рейс», (реж. Владимир Немоляев)
- «У них есть Родина», (реж. Владимир Легошин, Александр Файнциммер)

## Персоналии

### Родились
- 27 января — Збигнев Рыбчинский — польский режиссёр и оператор.
- 8 февраля — Ирина Муравьёва — советская и российская актриса театра и кино, народная артистка России.
- 14 февраля — Николай Ерёменко-младший — советский и российский актёр театра и кино, народный артист России.
- 5 марта — Талгат Нигматулин — советский киноактёр.
- 22 марта — Фанни Ардан — французская киноактриса.
- 2 апреля — Борис Плотников — советский и российский актёр театра и кино, народный артист России.
- 15 апреля - Алла Пугачёва - советская и российская эстрадная певица, киноактриса.
- 20 апреля — Вероника Картрайт — британская киноактриса.
- 28 апреля — Александр Миндадзе — советский и российский киносценарист.
- 15 мая — Ашот Казарян — армянский певец, актёр кино и юморист.
- 21 мая — Любовь Полищук — советская и российская актриса театра и кино, народная артистка СССР.
- 22 июня — Мерил Стрип — американская киноактриса, обладательница трёх премий Оскар.
- 28 июня — Александр Панкратов-Чёрный — советский и российский актёр и режиссёр.
- 12 июля — Павел Лунгин — советский и российский сценарист и кинорежиссёр.
- 31 августа — Ричард Гир — американский актёр.
- 25 сентября — Педро Альмодовар — испанский кинорежиссёр.
- 3 октября — Александр Рогожкин — советский и российский режиссёр и сценарист.
- 11 декабря — Борис Щербаков — советский и российский актёр театра и кино, народный артист России (1994).

12 декабря Билл Найи
- 26 декабря — Михаил Боярский — советский и российский актёр театра и кино, певец, Народный артист РСФСР (1990).